# Premio Pulitzer 1942
Quella del 1942 fu la ventiseiesima assegnazione dei Premi Pulitzer e vide il conferimento di dodici premi in tredici categorie, otto relative al mondo del giornalismo, tra cui figurarono per la prima volta i premi per la fotografia, per il giornalismo nazionale e per il giornalismo internazionale, e cinque relative al mondo della letteratura e della drammaturgia.

## Giornalismo
- Pubblico servizio:

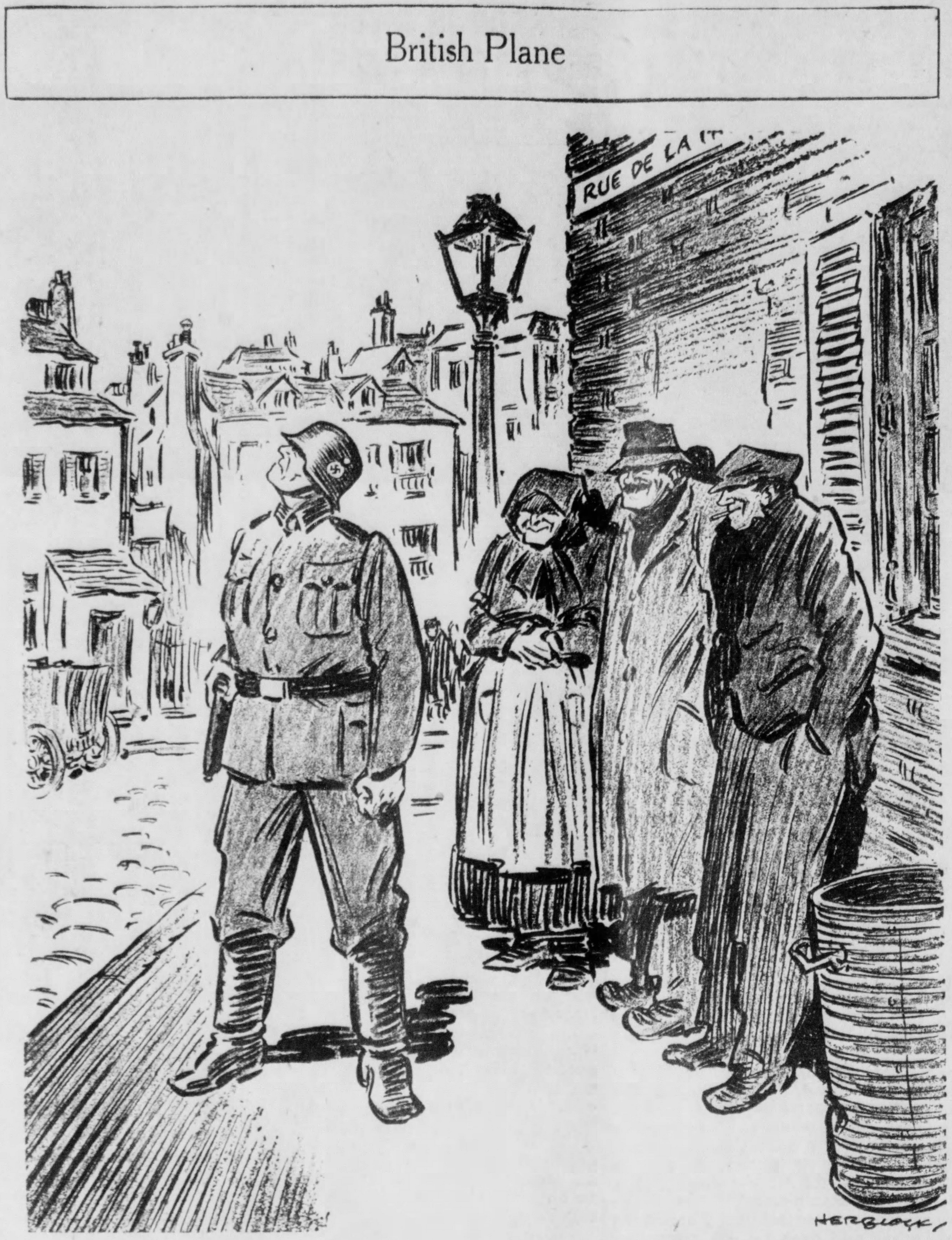
British Plane, vincitrice del premio per la miglior vignetta editoriale

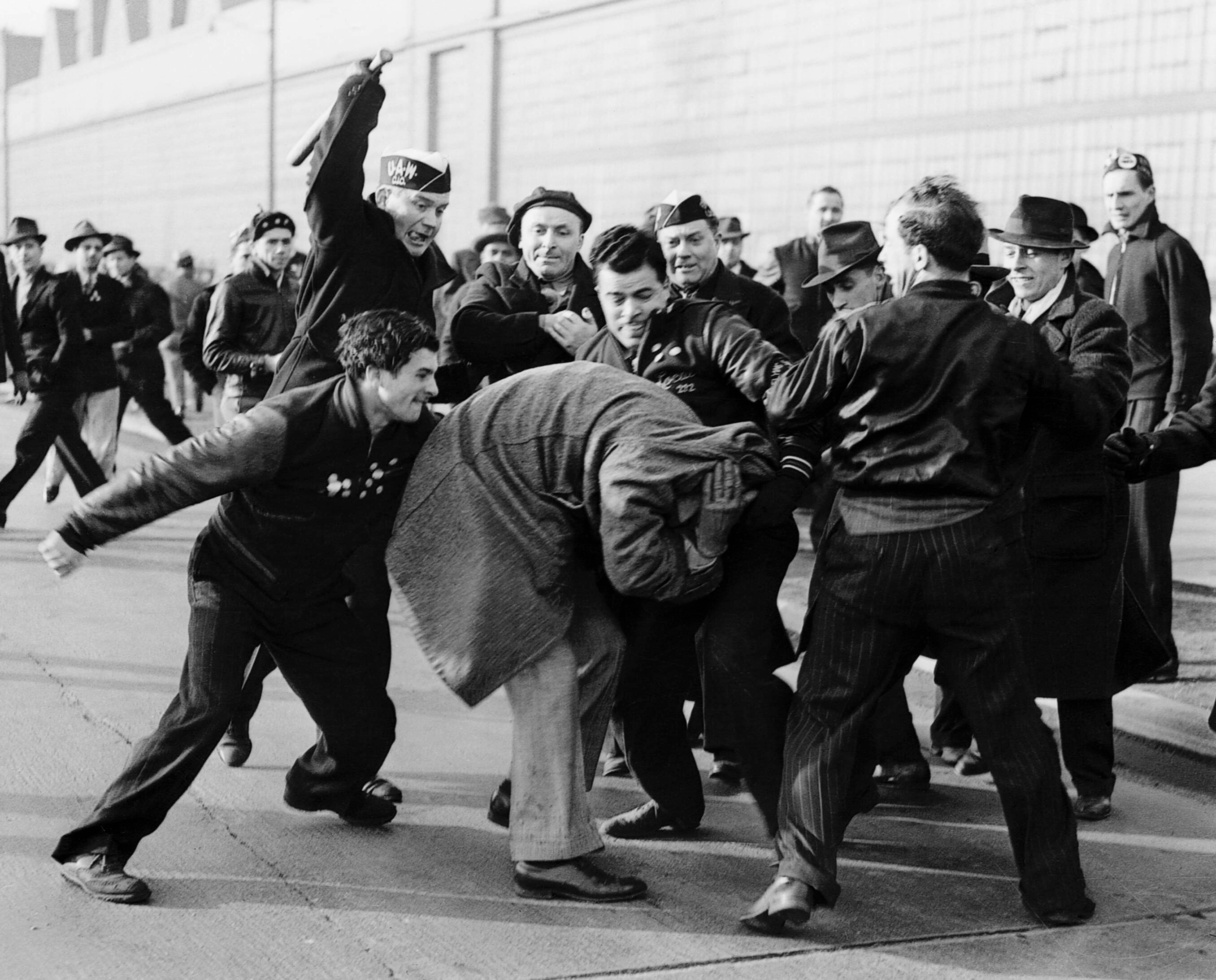
La fotografia Ford Strikers Riot, vincitrice del primo Premio Pulitzer 1942 per la miglior fotografia

  - Los Angeles Times per la sua efficace campagna che ha portato alla conferma del diritto alla libera stampa garantito a tutti i giornali statunitense dalla Costituzione.[2]
- Giornalismo:
  - Stanton Delaplane, del San Francisco Chronicle, per i suoi articoli sul movimento di secessione di diverse contee della California e dell'Oregon rivolto alla formazione dello Stato di Jefferson, il quarantanovesimo stato della Federazione.
- Corrispondenza:
  - Carlos P. Romulo, del Philippines Herald, per le sue osservazioni e previsioni sugli sviluppi dello scenario dell'Estremo Oriente effettuate durante un tour delle zone più problematiche, da Hong Kong a Batavia.
- Giornalismo telegrafico nazionale:
  - Louis Stark, del The New York Times, per l'encomiabile copertura di importanti vicende sindacali da egli portata avanti nel corso dell'anno.
- Giornalismo telegrafico internazionale:
  - Laurence Edmund Allen, della Associated Press, per i suoi resoconti delle attività della flotta britannica del Mediterraneo, scritti come corrispondente accreditato assegnato alla flotta.
- Editoriale:
  - Geoffrey Parsons, del New York Herald Tribune, per i suoi eccellenti editoriali scritti nel corso dell'anno.
- Vignetta editoriale:
  - Herbert Lawrence Block (Herblock), della Newspaper Enterprise Association, per la vignetta British Plane.
- Fotografia:
  - Milton Brooks, del The Detroit News, per la sua fotografia intitolata Ford Strikers Riot.

## Letteratura e drammaturgia
- Romanzo:
  - In This Our Life, di Ellen Glasgow (Harcourt).
- Drammaturgia:
  - Non assegnato.
- Storia:
  - Reveille in Washington, 1860-1865, di Margaret Leech (Harper).
- Biografie o Autobiografie:
  - Crusader in Crinoline, di Forrest Wilson (Lippincott).
- Poesia:
  - The Dust Which Is God, di William Rose Benét (Dodd, Mead).